# 神龍寺 (土浦市)
神龍寺（じんりゅうじ）は、茨城県土浦市にある曹洞宗の寺院。

## 歴史
戦国時代、土浦城の城主だった菅谷勝貞の開基である。その後、土浦藩の藩主となった土屋氏の菩提寺となった。1833年（天保4年）に、当代住職だった大寅（だいいん）により旧本堂が再建された。現本堂は、1998年（平成10年）に新築されたものである。
1925年（大正14年）、当寺第24世住職秋元梅峰は海軍航空隊殉職者の慰霊のために花火大会を開催した。この花火大会は、現在では土浦全国花火競技大会として有名な存在となっている。

神龍寺のギャラリー
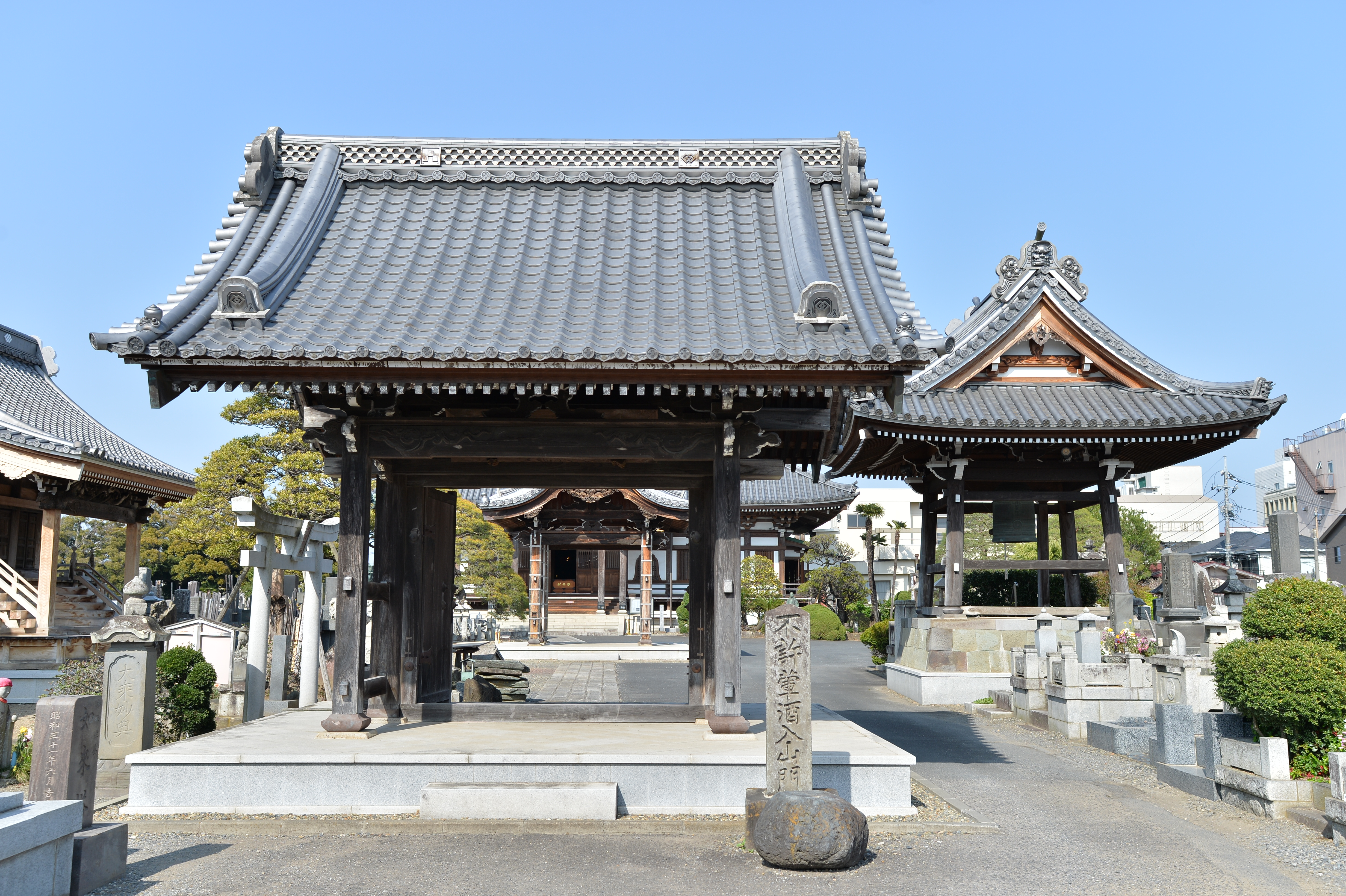
山門と 「不許葷酒入山門」戒檀石
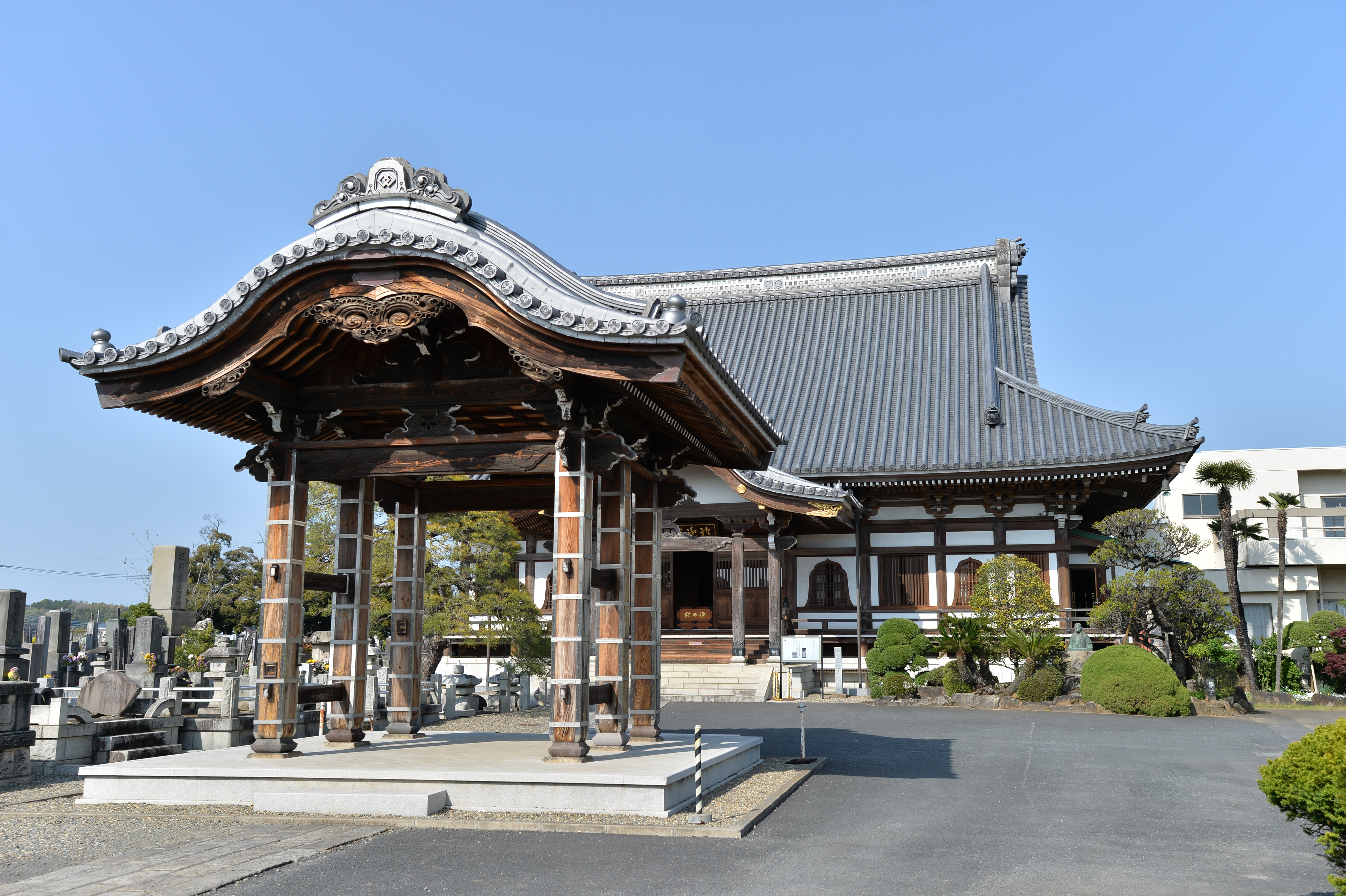
中門
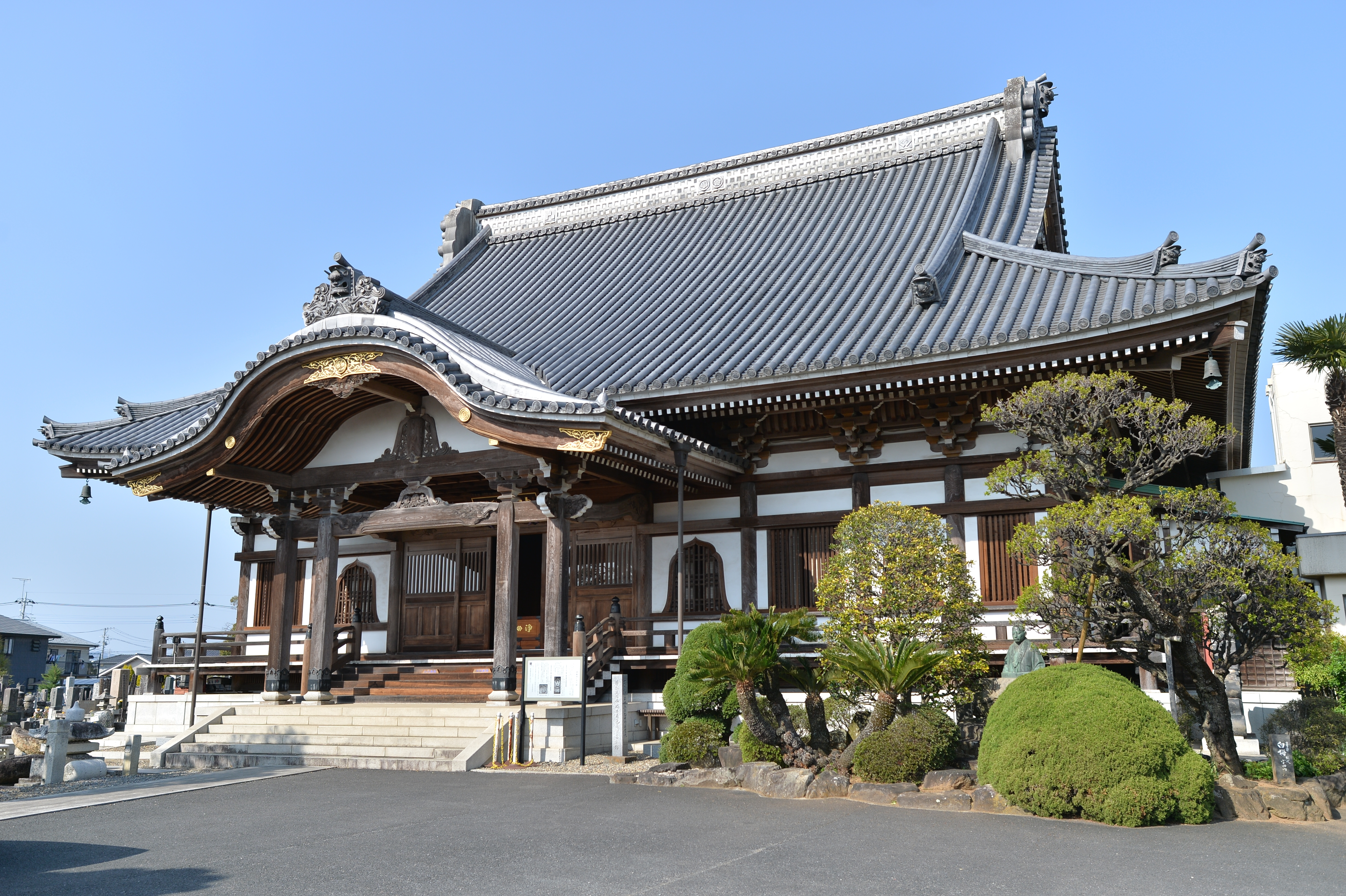
本堂

## 文化財
- 絹本普賢菩薩像（茨城県指定文化財 昭和30年6月25日指定）[3]
- 神龍寺旧本堂天井の雲龍図（土浦市指定文化財 平成13年3月1日指定）[4]
- 色川三中の墓（土浦市指定史跡 昭和46年7月13日指定）[4]
- 入江善兵衛の墓（土浦市指定史跡 昭和48年12月1日指定）[4]

## 交通アクセス
- 土浦駅より徒歩17分。